# Bandera d'Ars
La bandera oficial d'Ars té la següent descripció:
| « | Bandera apaïsada, de proporcions dos d'alt per tres de llarg, verd fosc, amb l'arç blanc arrencat de l'escut d'alçària 13/16 de la del drap i amplària 6/12 de la llargària del mateix drap, centrat respecte a les vores superior i inferior i posat a 5/36 de la vora de l'asta, i amb un pal blanc de gruix 2/9 a la vora del vol. | » |

## Història
Fou aprovada per la Generalitat el 26 d'agost de 2015 i publicada al DOGC el 10 de setembre amb el número 6954.